# Pisces I
Pisces I (Ryby I) – grupa gwiazd znajdująca się w halo Drogi Mlecznej, która może być rozrywaną, karłowatą galaktyką sferyczną. Zlokalizowana jest w gwiazdozbiorze Ryb i została odkryta w 2009 roku dzięki analizie rozkładu gwiazd RR Lyrae, w danych uzyskanych w projekcie Sloan Digital Sky Survey. Galaktyka znajduje się około 80 000 parseków od Słońca i porusza się z prędkością około 75 km/s w jego kierunku.
Pisces I jest jednym z najsłabszych satelitów Drogi Mlecznej; jej masa jest szacowana na najwyżej 104 mas Słońca. Jednocześnie posiada duży rozmiar około kilka stopni (około 1000 pc) i może być w fazie przejściowej pomiędzy galaktyką związaną grawitacyjnie a układem zupełnie niezwiązanym ze sobą.
Ponieważ Pisces I znajduje się blisko płaszczyzny, w której leżą Obłoki Magellana, może istnieć związek pomiędzy nią a Strumieniem Magellanicznym.